# Manu Maritxalar
Manu Maritxalar Villar (San Sebastián, 1963) es un exboxeador, remero y árbitro internacional de boxeo. También es conocido por haber participado en el concurso televisivo El conquistador del fin del mundo.

## Boxeo
Manu Maritxalar ejerció de árbitro internacional de boxeo homologado por la Asociación Americana de Boxeo (ABC) y en 2005 fue el único juez español con habilitación para arbitrar peleas en Estados Unidos.

## Televisión
Creció en popularidad como capitán del programa de supervivencia El conquistador del fin del mundo en sucesivas ediciones, donde cosechó triunfos pero también críticas. En 2012 y 2014 también participó como capitán en el programa televisivo Conquistour.